# Paul Torday
Paul Torday (* 1. August 1946 in Croxdale, County Durham; † 18. Dezember 2013) war ein britischer Schriftsteller. Bekannt wurde er durch seinen Debüt-Roman Lachsfischen im Jemen.

## Leben
Paul Torday studierte Englische Literatur am Pembroke College in Oxford. Er arbeitete über dreißig Jahre als Unternehmer im Ingenieurwesen, bevor er sich einen lang gehegten Wunsch erfüllte – zu schreiben. Sein Roman Lachsfischen im Jemen wurde im Jahr 2011 von Lasse Hallström verfilmt.
Paul Torday wurde 1974 bzw. 1976 Vater von zwei Söhnen und lebte mit seiner Familie in einem kleinen Schloss in der Nähe des Flusses North Tyne.

## Ehrungen
- 2007 Bollinger Everyman Wodehouse Prize für seinen Roman Lachsfischen im Jemen.

## Schriften
- Lachsfischen im Jemen. Roman („Salmon Fishing in the Yemen“). Berlin-Verlag, Berlin 2007, ISBN 978-3-8270-0699-8. 
  - Lachsfischen im Jemen. Hörspiel. Der Audio-Verlag, Berlin 2007, ISBN 978-3-89813-634-1 (2 CDs).
- Bordeaux. Ein Roman in vier Jahrgängen („The Irresistible Inheritance of Wilberforce“). Berlin-Verlag, Berlin 2008, ISBN 978-3-8270-0808-4. 
  - Bordeaux. Hörbuch. Der Audio-Verlag, Berlin 2008, ISBN 978-3-89813-803-1 (4 CDs).
- The Girl on the Landing. Weidenfeld & Nicholson, London 2009, ISBN 978-0-297-85533-0.
- Charlie Summers. Roman („The Hopeless Life of Charlie Summers“). Berlin-Verlag, Berlin 2010, ISBN 978-3-8270-0883-1.
- More Than You Can Say. Weidenfeld & Nicolson, London 2011, ISBN 978-0-297-85824-9.
- The Legacy of Hartlepool Hall. Weidenfeld & Nicolson, London 2012, ISBN 978-0-297-86320-5.
- Light Shining in the Forest. Weidenfeld & Nicolson, London 2013, ISBN 978-1-409-12668-3.
- Two Eerie Tales of Suspense. Weidenfeld & Nicolson, London 2014, ISBN 978-1-780-22742-9. (Besteht aus den beiden Kurzgeschichten Breakfast at the Hotel Deja Vu und Theo)
- Death of an Owl. Weidenfeld & Nicolson, London 2016, ISBN 978-0-297-86750-0. (vollendet von Piers Torday)